# Thunder Bay (ancienne circonscription fédérale)
Pour les articles homonymes, voir Thunder Bay.
Thunder Bay fut une circonscription électorale fédérale de l'Ontario, représentée de 1968 à 1997.
La circonscription de Thunder Bay a été créée en 1966 avec des parties de Fort-William, Kenora—Rainy River et Port Arthur. Abolie en 1976, elle fut redistribuée parmi Cochrane-Nord, Kenora—Rainy River, Thunder Bay—Atikokan et Thunder Bay—Nipigon.

## Géographie
En 1966, la circonscription de Thunder Bay comprenait:
- Les cantons d'Aldina, Blake, Crooks, Devon, Fraleigh, Gillies, Hartington, Lismore, Lybster, Marks, Neebing, O'Connor, Paipoonge, Pardee, Pearson, Scoble, Strange, Adrian, Blackwell, Conmee, Forbes, Fowler, Goldie, Gorham, Horne, Jacques, Laurie, MacGregor, McIntyre, McTavish, Oliver, Sackville, Sibley et Ware
- Les cités de Port Arthur et de Fort William

## Députés
1. 1968-1979 — Keith Penner, PLC

- PLC = Parti libéral du Canada